# Шефф, Павел Владимирович
Павел Владимирович Шефф (род.10 июля 1989, город Уфа, Башкортостан, СССР) — российский звёздный стилист, парикмахер, блогер, художник. Первый победитель парикмахерского американского конкурса Behindthechair из России, а также создатель выставки картин из волос в Уфе.
Международный амбассадор Schwarzkopf Professional в России. Работает преимущественно в технике балаяж и омбре. Allure отмечает Павла также как работника в технике блюр.
Занесён в мировую Книгу рекордов Гиннеса, как один из участников «Самого длинного мастер-класса по парикмахерскому искусству, проведённый в прямом эфире онлайн».

## Биография
Павел Владимирович Шефф родился 10 июля 1989 года в городе Уфа в семье работника завода металлических конструкций Владимира Владимировича Шеффа и художника модельера одежды Ольги Дмитриевны Шефф. После окончания уфимской школы-гимназии №111 в 2006 году поступил в Центр парикмахерского искусства «Фигаро». Во время обучения стал лауреатом конкурса «Евро-Уфа-Азия 2007» в номинации «Причёска на длинных волосах», также принимает участие в городском фестивале парикмахерского и декоративного искусства. После окончания с отличием ЦПИ Шеффу присвоена квалификация «Парикмахер четвертого разряда».

## Карьера
В 2007 году приступил к работе в сети салонов Maija в городе Уфа. В 2009 году Павел доходит до полуфинала международного парикмахерского конкурса Loreal Color Trophy. Летом 2010 году Шефф организует выставку собственных картин из волос. В 2011 году парикмахер вновь становится полуфиналистом Loreal Color Trophy. В том же году он переезжает в Москву, и приступает к работе в международной сети салонов красоты Jean Louis David, став ведущим парикмахером.
В 2014 году Павел Шефф стал экспертом онлайн-журнала Love2Beauty.ru, и одним из стилистов премии Prix d'Excellence de la Beaute журнала Marie Claire. В том же году приступает к самостоятельной карьере. Проводит мастер-классы по городам России и ближнего зарубежья.
В 2016 году в Москве открывается авторская студия Sheff & Friends. Спустя год Павел побеждает в международном конкурсе Behindthechair. В июне становится одним из участников масштабного бьюти-показа бренда BlondMe, организованного Schwarzkopf Professional.
В 2018 году совместно с компанией Dementer выпустил лимитированную коллекцию парфюмерной воды Balayage. Осенью того же года совместно с другими стилистами становится организатором мастер-классов VIP (Vladimir, Igor, Pavel).
В 2019 году международная компания Tangle Teezer выпустила лимитированную серию расчёсок Павла Шеффа. Через несколько месяцев компания Henkel и Schwarzkopf Professional выбрала Павла международным амбассадором бренда.
В том же году становится одним из членов жюри независимой премии VIP Hair Awards, а также представителем отдельной номинации «Balayage года». В июне Павел выступает в качестве спикера на Московском Молодёжном предпринимательском форуме.
На 1 января 2020 года в Instagram Павла насчитывается 498 тысяч фолловеров. Через год количество подписчиков превысило 1 миллион. Также придумал маску для stories «Стиль2020».
5 мая 2020 года Павел принял участие в марафоне мастер-классов, организованный компанией Henkel Beauty Care Professional, который был признан мировой Книгой рекордов Гиннеса, как «Самый длинный мастер-класс по парикмахерскому искусству, проведенный в прямом эфире онлайн».

## Награды и номинации
- 2013 — победитель международного парикмахерского конкурса Redken Idol[49]
- Павел с сертификатом о занесении его в Книгу Рекордов Гиннеса2014 — призёр международного парикмахерского конкурса Redken Idol[50]
- 2015:
  - победитель международного конкурса Redken Idol
  - топ-10 мастеров по креативному окрашиванию Москвы по версии российского аналога журнала «Татлер»[51]
- 2017:
  - первый победитель из России американского парикмахерского конкурса Behindthechair[4]
  - первое место в рейтинге лучших парикмахеров Москвы[52]
  - номинант Russian Hairdressing Award[8]
- 2019:
  - личная премия Сергея Зверева: «За вклад в развитие парикмахерского искусства»[53]
  - номинант премии Glamour Influencers Awards в категории #glam_probeauty[10]
  - топ-10 колористов по версии российского аналога журнала «Татлер»[54]
- 2020:
  - участник мирового рекорда, занесённого в Книгу рекордов Гиннеса[55][56]

#### В качестве жюри и эксперта
- 2013 — эксперт раздела «Красота. Волосы» портала Buro 24/7[57][58]
- 2014 — эксперт онлайн-журнала Love2Beauty.ru[29]
- 2015:
  - эксперт журнала «Домашний очаг»[59]
  - жюри премии Anti-Aging журнала «Домашний очаг»[60]
- 2016 — жюри премии Anti-Aging журнала «Домашний очаг»[61]
- 2019:
  - жюри и наградитель премии Glamour Best of Beauty 2019[62][63]
  - спикер Московского Молодёжного предпринимательского форума[43]
- 2020 — коуч премии Russian Hairdressing Awards в номинации Blond Dimensions[64]